# オスリャービャ (戦艦)
オスリャービャ(ロシア語:Ослябяアスリャービャ)は、ロシア帝国の建造した戦艦で、ペレスヴェート級戦艦の二番艦。ロシア海軍では艦隊装甲艦(Эскадренный броненосец)に分類された。艦名はクリコヴォの戦いにおけるロシアの英雄「ロジオン・オスリャービャ」に因んだもので、1874年に除籍された先代のフリゲートから受け継いだ。艦名は、同型艦のペレスヴェートと対になるものである。日本海海戦で戦没した最初の戦艦となった。

## 艦歴
「オスリャービャ」は、ペレスヴェート級戦艦の2番艦として1895年度の建艦計画で発注された。サンクトペテルブルクの新海軍工廠で建造。1895年10月14日/10月26日建造開始。1895年11月9日/11月21日起工。1898年10月27日/11月8日進水。
1901年8月に竣工した。建造費は1,134万ルーブリであった。しかし計画の排水量を大きくオーバーしてしまった影響で、実際に稼動できるようになったのは1903年夏ごろであったという。
1903年7月25日/8月7日に「オスリャービャ」は極東へ向けて出発したが、ジブラルタル海峡で座礁してイタリアで11月まで修理を実施。紅海で日露戦争開戦を迎え、バルト海に戻った。
そしてオスリャービャはウラジーミル・ベール大佐の指揮の下第2太平洋艦隊（日本側での通称バルチック艦隊）に編入され、第2装甲艦隊司令官ドミトリー・フェルケルザム海軍少将が乗艦する旗艦となった。オスリャービャは、艦隊の中での砲術部門における優秀艦に選ばれた。オスリャービャは、第2装甲艦隊所属となった戦艦シソイ・ヴェリキィー、ナヴァリン、装甲巡洋艦アドミラール・ナヒーモフを率い、戦域を目指した。
戦闘を前に、艦ではもともとの重量オーバーに加え過積載により主装甲帯が海面下に没するという状態が生じていた。このことが、オスリャービャの運命を決定付けることとなった。1905年5月24日にはフェリケルザムが病により没したが、そのことは全艦隊に伏せられ、将官旗は降ろされなかった。
5月27日、対馬海峡においてオスリャービャは第2装甲艦隊の旗艦として三列縦隊のうちの左翼先頭にいた。海戦の始まりにおいてオスリャービャは日本側の戦艦と装甲巡洋艦計12隻のうちの7隻による集中砲火を一身に浴びることとなった。これは戦隊の先頭艦を集中攻撃する日本側の方針（丁字戦法）や、三本煙突で識別しやすかったことが原因とされている。中央の列にいた第1装甲艦隊の最後尾である戦艦オリョールとほぼ並走していて、そこからその真後ろにつくべく速度を落としていたため（機関を停止していたとする記録もある）、多数の直撃弾を浴びてしまった。まもなく艦首の火砲はすべて使用不能となり、前部艦橋は炎に包まれた。船体は傾斜を増し、それは前を走るオリョールの艦尾の12インチ砲塔からオスリャービャの艦尾に至るまでの全甲板が見渡せたほどであった。14時45分には艦首装甲砲座部分に被弾し大穴が開き、オスリャービャは戦列から落伍した。艦首および船体は大きく傾斜し、左舷は落伍ののち10分で水没した。15時7分に日本側がオスリャービャの沈没を確認し、オスリャービャは日本海海戦で撃沈された最初の戦艦となった。なお、フェリケルザムの遺体はオスリャービャの冷蔵倉庫に安置されており、オスリャービャと共に没した。
515名近くが戦死し、その中には艦橋を退くことを拒んだベール艦長も含まれた。第1水雷艇隊（当時ロシア海軍は駆逐艦相当の艦を水雷艇と呼称していた）の駆逐艦が救助に駆けつけ、250名がブイヌイに、10名ずつがブラーヴィイとブィーストルイに救助された。その後、ブラーヴイはウラジオストクへたどり着くことができたが、他の2隻は失われ乗員は捕虜となった。ブィーストルイは防護巡洋艦スヴェトラーナとともに航行中、追撃を受けブィーストルイは航行の自由を失ったスヴェトラーナと離れたが防護巡洋艦新高に追い詰められ、朝鮮半島沿岸で乗員の手によって爆破されて上陸した乗員は捕虜となった。機関が故障したブーイヌイは一等巡洋艦ドミトリー・ドンスコイによって撃沈処分され、乗員が移ったドミトリー・ドンスコイも鬱陵島に追い詰められ自沈処分となり、上陸した乗員は捕虜となった。